# Audi Q8 e-tron
L'Audi Q8 e-tron (precedentemente conosciuta semplicemente come e-tron fino al 2022) è un'autovettura e prima auto elettrica prodotta dalla casa automobilistica tedesca Audi a partire dal 2018.

## Caratteristiche

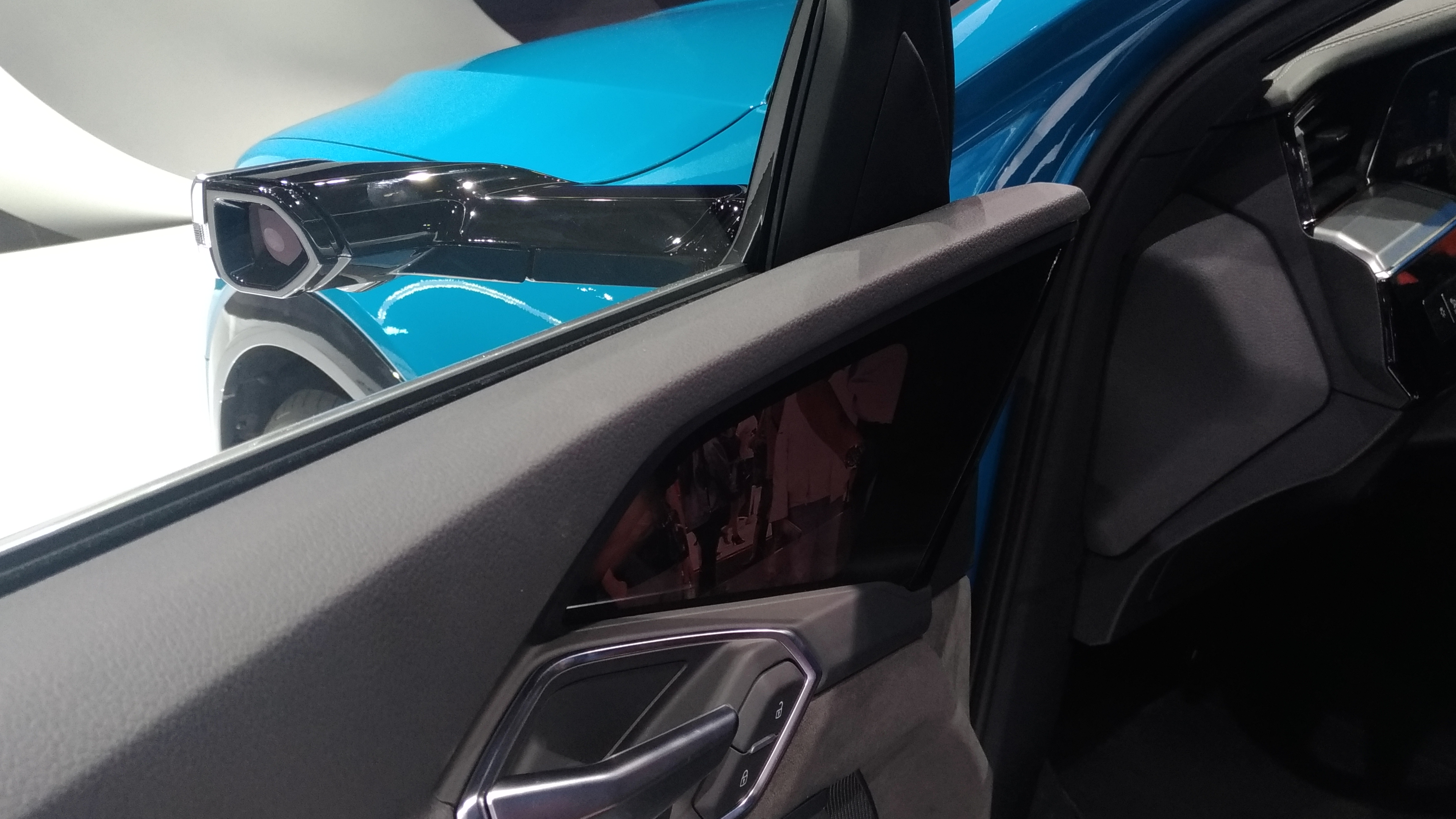
Dettaglio del sistema di telecamera e display che sostituisce il classico retrovisore esterno, noto come specchietto.

Si tratta di un crossover SUV di medie dimensioni completamente elettrico, presentato per la prima volta sotto le vesti di concept car al Salone di Francoforte 2015. La versione definitiva è stata presentata in un evento stampa a San Francisco il 17 settembre 2018 e ha debuttato in pubblico al salone di Parigi del 2018.

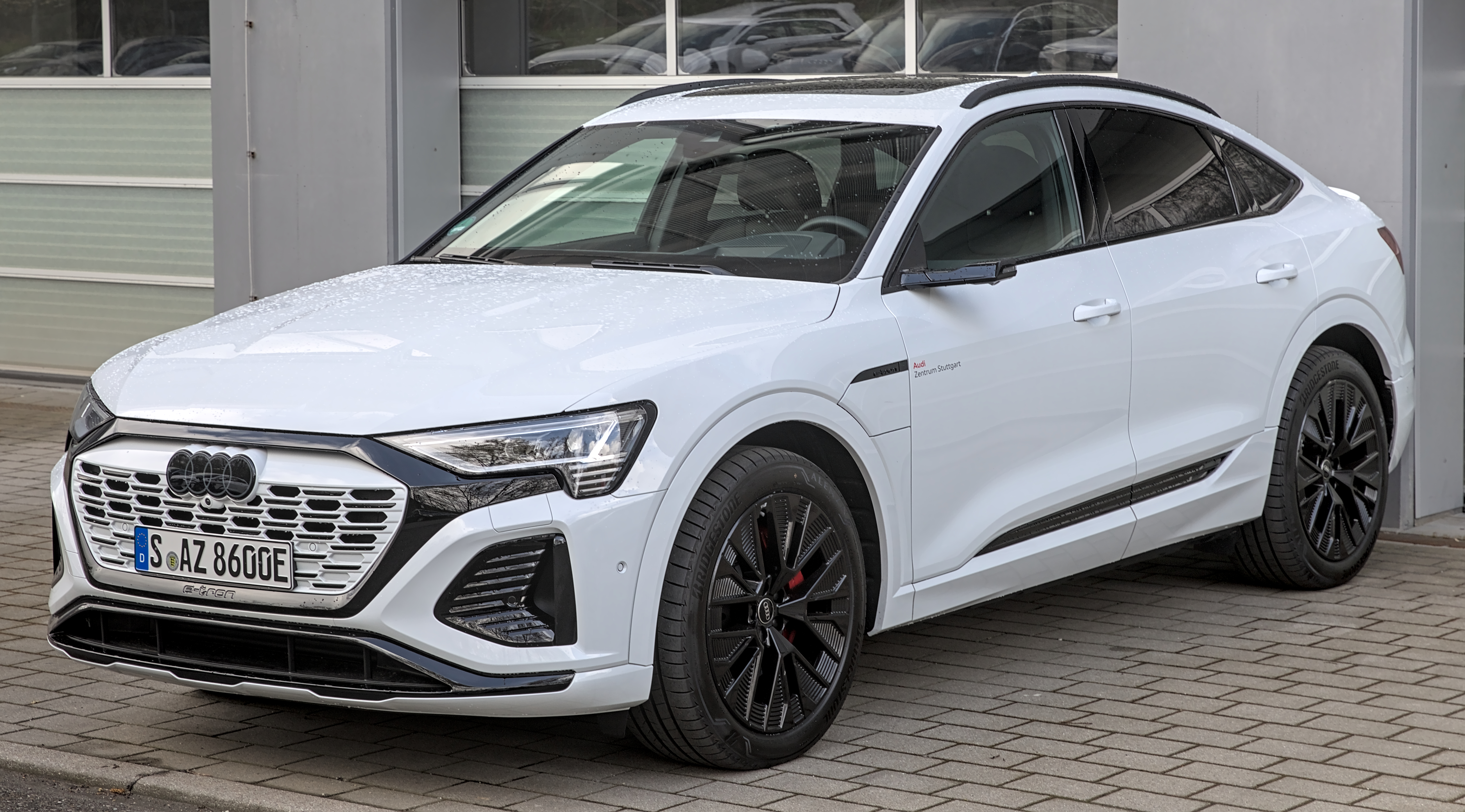
Q8 e-tron Sportback

Dal punto di vista tecnico, è dotata di due motori elettrici uno all'avantreno e l'altro al retrotreno (con una potenza complessiva di 408 CV) che insieme costituiscono un sistema trazione integrale. La vettura è basata sulla piattaforma MLB, con le batterie da 95 kWh agli ioni di litio (84 kWh utilizzabili) posizionato al di sotto dell'abitacolo, per centralizzare le masse e abbassare il baricentro. L'autonomia dichiarata secondo il ciclo di omologazione EPA è di 328 km. L'accelerazione da 0 a 100 km/h viene coperta in 5,7 secondi. Esteticamente si caratterizza per l'assenza degli specchietti retrovisori, che vengono sostituiti da telecamere che proiettano le immagini in piccoli display posti sulle portiere.
Nel 2020 viene presentata anche una versione con carrozzeria fastback con il padiglione del tetto discendente, chiamata Sportback.

## Attività sportiva

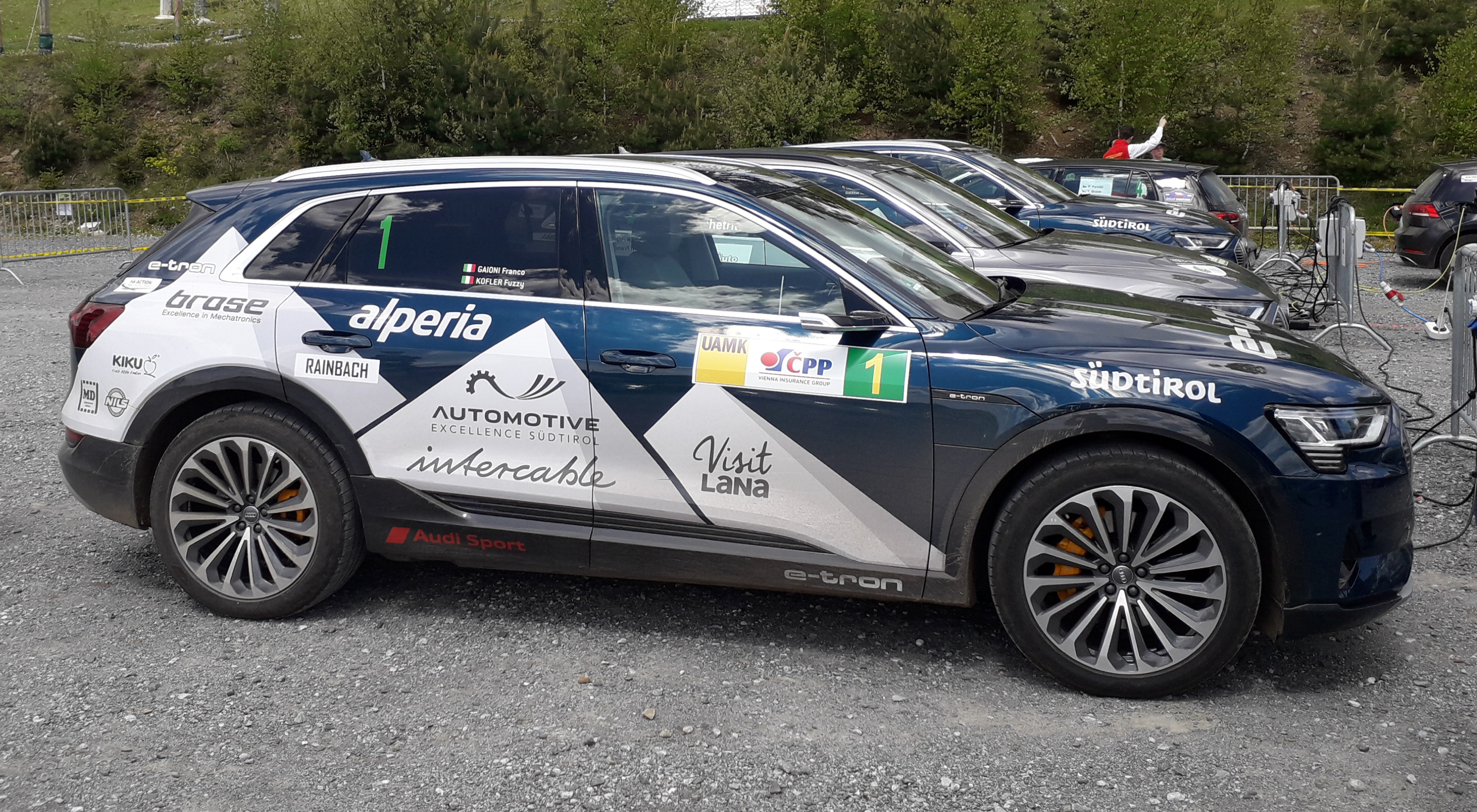
La Audi e-tron di Fuzzy Kofler e Franco Gaioni durante il Czech New Energies Rallye a Lipno nad Vltavou, 18 maggio 2019

L'Audi e-tron partecipa con la scuderia Audi Team Autotest Motorsport alla FIA E-Rally Regularity Cup, il campionato del mondo di rally per veicoli ad alimentazione elettrica. Nella stagione 2019 ha conquistato tutti i titoli iridati (piloti, copiloti e costruttori).